# Paratymolus bituberculatus
Paratymolus bituberculatus is een krabbensoort uit de familie van de Inachidae. De wetenschappelijke naam van de soort werd voor het eerst geldig gepubliceerd in 1880 door William Aitcheson Haswell.